# SimCopter
SimCopter è un videogioco strategico pubblicato dalla Maxis nel 1996 per Microsoft Windows, creato da Maxis e distribuito da Electronic Arts. Il progetto è legato al creatore di SimCity, Will Wright, che mette il giocatore nel ruolo di un pilota di elicottero in una città tridimensionale.

## Modalità di gioco
In SimCopter, il giocatore interpreta un pilota civile che lavora per conto del dipartimento di emergenza di una città. All'inizio si parte a bordo di un piccolo elicottero Schweitzer 300, pronto sulla pista di decollo. Dopo pochi secondi si riceve la prima missione via radio, e da lì inizia la propria carriera aerea. Le missioni si attivano in automatico e sono gestite da un algoritmo che genera eventi basati sulle condizioni sociali ed economiche della città. Le tipologie di incarichi sono varie : si passa da semplici ingorghi stradali da dirigere con un megafono, a emergenze mediche dove bisogna atterrare, caricare un paziente e portarlo all’ospedale. Altre situazioni richiedono il trasporto di agenti di polizia o vigili del fuoco, oppure il recupero di Sims bloccati su tetti o in edifici in fiamme tramite una imbracatura di salvataggio. Gli incendi necessitano di raccogliere acqua da un lago o una piscina e scaricarla con precisione sulla zona colpita. Alcuni eventi più rari, come sommose popolari o manifestazioni violente, possono essere gestiti con avvisi vocali, spruzzi d’acqua o, nei casi estremi, con il lancio di gas lacrimogeno. Ogni missione completata assegna punti e denaro virtuale, usabili per potenziare l’equipaggiamento o acquistare elicotteri nuovi, più grandi e performanti.
Il gioco offre ben 30 città predefinite, ma la vera forza sta nella possibilità di importare direttamente le proprie mappe create in SimCity 2000. Una città con alto tasso di criminalità genererà più chiamate per furti e rapine; una metropoli povera causerà più disordini e incendi. Questo legame diretto col simulatore urbano precedente rende SimCopter un'esperienza quasi “continua” e molto personale.
Un altro elemento di rilievo è la gestione degli elicotteri: ce ne sono 9, ognuno con caratteristiche differenti in termini di velocità, capienza, stabilità e resistenza al vento. Il giocatore può configurare l’elicottero prima del decollo, montando ad esempio il gancio per le evacuazioni, il serbatoio per l’acqua, o il megafono. In certi casi è persino possibile "attaccare" obiettivi civili o provocare incidenti, anche se non ci sono penalità gravi per comportamenti scorretti, solo perdita di reputazione.
La mappa della città è interattiva, con possibilità di usare un radar per cercare le missioni attive, individuare edifici chiave e pianificare tragitti. I comandi di volo sono semplici, anche se non del tutto arcade: bisogna comunque fare attenzione a quota, angolazione e carburante. Gli incidenti sono frequenti se si vola troppo vicino ai grattacieli o si tenta un atterraggio avventato. L'elicottero può danneggiarsi o addirittura esplodere, obbligando a riparazioni o a riprendere il volo da una base di partenza.
Un elemento distintivo del gameplay è il tono umoristico: ogni città ha NPC stravaganti, dialoghi assurdi, e chicche come la marching band che ti accoglie al ritorno, o i suoni ridicoli dei passeggeri quando li si lascia cadere da 4000 piedi (non che sia consigliato, ovviamnete). Non c'è una vera e propria fine: il gioco continua finché si vuole, e l'obiettivo è solo migliorare punteggio e rango. Questa struttura aperta anticipa concetti che poi verranno usati in molti sandbox più famosi. SimCopter dà al giocatore libertà totale di scegliere come comportarsi: eroe responsabile, pilota spericolato, oppure una via di mezzo caotica e piena di esperimenti.

## Contesto e sviluppo
Dopo il grande successo di SimCity 2000, la software house Maxis voleva produrre nuovi titoli per restare competitiva in un mercato in cambiamento. Verso il 1995, pressata da obbiettivi finanziari legati alla borsa, fu costretta a rilasciare 4 giochi in poco tempo. SimCopter fu l’unico di questi a esser seguito direttamente da Will Wright, e partiva da un vecchio simulatore dell’Hindenburg mai completato. L’idea era quella di portare l’universo di SimCity in un ambiente 3D esplorabile, e vedere come reagivano i giocatori. Lo sviluppo fu caotico e pieno di problemi, il gioco uscì in fretta e furia prima che fosse del tutto pronto. Nonostante questo, tra i 4 giochi imposti da Maxis in quel periodo, SimCopter fu l’unico a ottenere una certa diffusione e qualche riscontro commerciale.
Dal punto di vista tecnico, il gioco mostrava già i suoi limiti nel 1996. La grafica era fluida, ma poco dettagliata: edifici e terreni erano accettabili, ma i personaggi sembravano disegnati da bambini delle medie. In compenso il comparto sonoro era curato, con effetti realistici e una radio interna all’elicottero piena di musica e pubblicità satiriche. Il gioco permetteva molta personalizazione: l’utente poteva inserire le proprie tracce audio, modificare texture, e addirittura caricare filmati personalizzati nei cinema drive-in del gioco. Un aspetto curioso era la presenza di dialoghi vocali non sense, i primi esempi di quello che poi divenne il Simlish, lingua inventata diventata celebre in The Sims. Anche se tecnicamente limitato, il gioco anticipava alcune idee che anni dopo sarebbero state riprese da Grand Theft Auto e da altri titoli open world.
Il gioco diventò famoso anche per un controverso Easter egg. Un programmatore, Jacques Servin, inserì di nascosto un contenuto attivabile in certe date: mostrava uomini in costume da bagno che si baciavano in mezzo alla folla. L’inserimento era una protesta contro le condizioni di lavoro e la mancanza di rappresentanza LGBTQ+ nei giochi. La scoperta generò scalpore: Servin venne licenziato e Maxis ritirò le copie coinvolte.
Pur non essendo il più noto fra i titoli Maxis, SimCopter contribuì a cambiare la direzione dei videogiochi gestionali. L’idea di “entrare” dentro una città e viverla in prima persona influenzò altri giochi e spinse lo sviluppo verso ambienti 3D più liberi. Lo stile bizzarro e un po’ caotico è stato rivalutato nel tempo e oggi SimCopter è visto come un piccolo cult videoludico.

## Accoglienza
La critica videoludica fu generalmente positiva: il gioco venne apprezzato per la sua originalità, il legame stretto con SimCity 2000 e la varietà di situazioni che proponeva. Non fu un enorme successo di vendite, ma lasciò un’impronta precisa nei fan dei giochi di simulazione. Venne inserito in alcune compilation Maxis, come SimMania, ma non ebbe mai seguiti ufficiali. Una versione per Nintendo 64DD fu annunciata e poi cancellata. Nel tempo, SimCopter è stato riscoperto da appassionati, con alcuni remake amatoriali o mod per Cities: Skylines che ne replicano il gameplay.